# Бабаев, Решад Ильяс оглы
Реша́д Илья́с оглы́ Баба́ев (азерб. Babayev Rəşad İlyas oğlu, род. 3 сентября 1981, Баку, Азербайджанская ССР) — азербайджанский шахматист, гроссмейстер (2007). Чемпион Азербайджана (2009). Тренер сборной Азербайджана по шахматам среди подростков.

## Биография
Решад Бабаев родился 3 сентября 1981 года в Баку. С 7 лет занимался в бакинской шахматной школе «Профсоюз». Научился игре в шахматы от своего отца.

## Рейтинг
На апрель 2009 года Бабаев имеет рейтинг 2535 и занимает 491-е место в рейтинг-листе активных шахматистов ФИДЕ. В европейском рейтинг-листе активных шахматистов занимает 400 место, в национальном рейтинге на 11 месте.

## Достижения
- Неоднократный участник чемпионатов Европы.
- 1999 — 2 место на международном турнире в г. Дубай;
- 2006 — 2 место на международном турнире «Gilan Scheveningen» (Иран);
- 2007 — 2-3 места на международном турнире гроссмейстеров в г.Тула (Россия);
- 2007 — 1-2 места на международном турнире гроссмейстеров в г. Киреевск (Россия);
- 2007 — 3 место на международном турнире «XXXIII Open Internacional» (Испания);
- 2007 — 1-3 места на международном турнире «XXIV Open Collado Villalb» (Испания);
- 2008 — 3 место на международном турнире «3e Open de Ouest Toulousain» в г.Тулуза (Франция).
- 2009 — победитель чемпионата Азербайджана.

## Изменения рейтинга
| Графики недоступны из-за технических проблем. См. информацию на Фабрикаторе и на mediawiki.org. |